# اسکات استیونز
اسکات استیونز (انگلیسی: Scott Stephens؛ زادهٔ ) یک تهیه‌کننده تلویزیونی اهل ایالات متحده آمریکا است. 